# Хоменський Павло Ярославович
Павло́ Яросла́вович Хоме́нський (нар. 17 липня 1988, Могилів-Подільський) — український письменник, журналіст.

## Біографія
Народився 17 липня 1988 року в місті Могилеві-Подільському, що на Вінниччині. У 2010 році закінчив Інститут української філології НПУ імені М. П. Драгоманова. Здобув кваліфікацію вчителя української мови й літератури, зарубіжної літератури та літературного редактора. Працював учителем світової літератури в ЗОШ, а після – головним редактором в Інституті енциклопедичних досліджень НАН України та журналістом на телеканалі «Рада» (ВРУ). Нині мешкає та працює в Києві.

## Творчість

### "∞ км/с"

#### Сюжет
У фантастичному романі «Безкінечність кілометрів на секунду» автор оповідає про киянина Юрка, який змалку повноцінно живе не тільки наяву, а й уві сні. Тому заводить щоденника, який ділить на свідоме та підсвідоме, намагаючись дослідити їх, аби краще себе зрозуміти. У снах він проходить шлях еволюції з бактерії в людину, Ріхарда, безмежно закохується та стає учасником дивних перипетій, котрі насправді відбувалися кілька століть тому. Як виявляється, сни – то міст між минулим життям його єства й теперішнім.
Про вищезазначене він читає в щоденнику, перебуваючи на Замковій горі, що біля Андріївського узвозу в Києві. Сюди, у 2009 рік, він повернувся за допомогою літавки часу з 2031-го, в якому закінчив щоденника та побував у Євпаторії.
Наступний етап його подорожі – Саксонія початку XVIII століття, а потім – Чорна діра, центр Чумацького Шляху. Під час переходу з Усесвіту в Антивсесвіт відбувається анігіляція. Його єство переходить у фізичну оболонку Ріхарда. Але в паралельному світі, антиматеріальному. Разом із ним, як наслідок порушення зв’язку між світами, народжується його антилюдина. Тут у нього життя зі Златою складається успішно – це бачимо з кармічних видінь Ріхарда в розділі «Альтер еґо». Далі описано етапи переродження в тіло Вогнесвіту та його подальше життя.
Кінцівка повертає нас до Юрка, мозок якого інтуїтивно все це передбачив за крок до випробування літавки часу. Отже, маємо інший варіант розвитку подій, бо він змінює свій намір. І знаходить щастя в тому-таки 2031 році.
Роботу над «∞ км/с» було завершено в липні 2013 року. Прототипом Ріхарда був Орфіреус (Йоганн Ернст Еліас Бесслер) – лікар, будівельник, алхімік і винахідник кінця XVII – початку XVIII століть.

#### Модель Усесвіту
У «∞ км/с» автор утілив власну студентську теорію про симетричність Усесвіту. Як відомо, наш світ є баріонно асиметричним. Тобто матерія переважає над антиматерією, тому, власне, ми й існуємо. Водночас ніхто не може пояснити, чому під час Великого вибуху ця симетрія була. На думку автора, Усесвіт є симетричним у всіх значеннях цього слова. Після Великого вибуху світи розділилися, хоч існують пліч-о-пліч. Матерія нашого світу трансформується в антиматерію через чорні діри, зокрема й у центрах галактик. Так би мовити, перероджується з одного стану в інший. Антиматерія ж антисвіту допомагає формувати наші джерела випромінювання, тобто зірки.

#### Інші відомості
Передмову до видання написав український письменник В’ячеслав Медвідь. Автор картини на обкладинці – художник Павло Вітановський.

## Відзнаки
2016 – лауреат Міжнародного літературного конкурсу «Гранослов».

### Проза
Безкінечність кілометрів на секунд / П. Хоменський. — К.: Самміт-Книга, 2016. – 160 с.
Там, де сходить сонце / П. Хоменський. — К.: Логос, 2017. – 224 с.

### Окремі публікації
Дім із неіснуючих спогадів: містичне оповідання / П. Хоменський // Дніпро: Літературно-художній та суспільно-політичний журнал. – 2014. – № 4. – С. 88–93.

### Статті й інтерв'ю
- Автор статей у 13, 14 і 15 томах «Енциклопедії сучасної України».